# Han, hun og pengene
Han, hun og pengene er en dansk animationsfilm fra 1963 instrueret af Ib Steinaa og efter manuskript af Hans Jørgen Jensen.

## Handling
Bilist Flad og fodgænger Flid er naboer, men lever meget forskelligt. Flad er en humørspreder og den glade giver, hvor Flid er den afventende type, som nyder de små glæder i livet. Familien Flad køber på kredit og optager lån, hvorimod familien Flid gemmer alle pengene i deres pengeskab. Filmen plæderer for, at ingen af metoderne er hensigtsmæssige, men at begge familier må lære at lave et husholdningsbudget. Et budget giver overblik over økonomien, og til sidst anbefales, at et eventuelt overskud indsættes i sparekassen.